# ФК Спартак (Миява)
„Спартак“ е футболен клуб от град Миява, Словакия, участващ във Фортуна лига.
Основан е под името СК „Миява“ на 8 август 1920 г. Играе мачовете си на стадион "Миява", с капацитет 2709 зрители.
От създаването на първенството на независима Словакия и до сезон 2008/09 „Спартак“ се състезава в четвърта Словашка футболна лига, като оттогава отборът всеки сезон печели първенството в по-горните лиги. През сезон 2012/13 прави своя дебют във висшата словашка лига. През сезон 2015/16 става носител на бронзовите медали и добива правото си за пръв път да представя Словакия в Лига Европа. В първия квалификационен кръг играе срещу Адмира Вакер.

## Успехи
- Бронзов медалист в шампионата на Словакия: 2015-2016
- Победител в Първа лига на Словакия: 2011-2012

## Известни играчи
- Томаш Брушко
- Владимир Кукол
- Мариан Дирнбах
- Павол Масарик